# Божья коровка, божья коровка
Божья коровка, божья коровка (англ. Ladybug Ladybug) — американская документальная драма 1963 года, снятая Фрэнком Перри по сценарию Элинор Перри. Фильм представляет собой комментарий к психологическим последствиям Холодной войны, название взято из классического детского стишка. В этом фильме дебютировали в кино Уильям Дэниелс, Эстель Парсонс и Джейн Коннелл. 
Фильм был вдохновлён историей Лоис Дикерт (Лоис Дикерт Армстронг) из журнала McCall’s о реальном инциденте в начальной школе Калифорнии во время Карибского кризиса 1962 года.

## Сюжет
Однажды утром учителям начальной школы в отдалённой сельской местности было предложено проводить учеников домой после того, как прозвучал сигнал тревоги о ядерной атаке, и сотрудники не смогли определить, была ли тревога ложной. Одна учительница и дети, находящиеся под её опекой, идут по сельской местности; их постепенно охватывает чувство обречённости, вызванное, по их мнению, надвигающейся ядерной катастрофой. Несколько детей добираются до своих домов; одна девочка прячется под кроватью, так как её родители отказываются воспринимать угрозу всерьёз, мальчик уводит свою страдающую деменцией бабушку в подвал, другая девочка в панике убегает, обнаружив, что её дом пуст. 
Когда нескольким детям наконец удаётся попасть в бомбоубежище, они не разрешают однокласснице присоединиться к ним, заявляя, что там недостаточно места. Девочка лихорадочно ищет укрытие и прячется в старом заброшенном рефрижераторе; больше её никто не видел, и её судьба так и не была объяснена. Мальчик выходит из убежища, чтобы попытаться найти её, и когда он бежит наружу, над головой внезапно раздается громкий ноющий звук. Мальчик съёживается в тени пролетающих в небе самолётов и неоднократно кричит «Стой!», в то время как камера приближается к его лицу, теряет фокус и затем затемняется.

## В ролях
- Джейн Коннелл[англ.] — миссис Макстон
- Уильям Дэниелс — мистер Калкинс
- Джеймс Фроули[англ.] — водитель грузовика
- Ричард Хэмилтон[англ.] — отец Джоанны
- Кэтрин Хейс[англ.] — миссис Форбс
- Джудит Лоури[англ.] — бабушка Люка
- Нэнси Маршан — миссис Эндрюс
- Эстель Парсонс — мать Джоанны
- Майлз Чапин[англ.] — Джоэл
- Элис Плейтен — Харриет
- Мэрилин Роджерс — Сара

## Критика
Кинокритик Босли Краузер в своей статье в The New York Times отметил, что, несмотря на «уважительные намерения» фильма, он «слишком слаб по драматической структуре и слишком прозаичен, чтобы быть достаточно ярким», что «детали слабо проработаны, а напряжение едва нарисовано», а «кульминационная деталь, в которой подразумевается трагедия одного из детей […], настолько внезапна и произвольна в обыденном течении фильма, что кажется скорее театральной выдумкой, чем вероятным событием». Критик Гленн Эриксон описал фильм как «бескомпромиссное, трудное для просмотра испытание», которое является «качественным кинопродуктом, выражающим важное послание, [которое] является напряжённым и эмоционально мучительным», и что фильм «находит худший возможный исход, чтобы сжать внутренности в беспомощном разочаровании», сравнив его с «травматической связью между «Пригнись и накройся» и «Милей чудес» — или „Комнатой страха“».